# Крашенинников, Степан Петрович
Степа́н Петро́вич Крашени́нников (18 [29] октября 1711, Москва — 12 [23] февраля 1755, Санкт-Петербург) — русский ботаник, этнограф, географ, путешественник, исследователь Сибири и Камчатки, автор знаменитой книги «Описание земли Камчатки» (1755). Адъюнкт (совр. член-корреспондент) натуральной истории и ботаники (1745), профессор (совр. академик) Императорской академии наук и художеств в Санкт-Петербурге (1750). Ректор Университета Академии наук и инспектор Академической гимназии (1750).

## Биография
Родился 18 (29) октября 1711 года в городе Москва, в бедной семье солдата лейб-гвардейского Преображенского полка.
В 1724 году поступил в Славяно-греко-латинскую академию, где получил хорошее образование и блестяще освоил латинский и греческий языки.
В конце 1732 года направлен в Санкт-Петербург в Академический университет для приобретения знаний по физике, географии и естественной истории. После испытаний решением Собрания Академии наук был зачислен студентом в состав академического отряда Великой Северной экспедиции под руководством профессоров И.-Г. Гмелина (1709—1755), Г.-Ф. Миллера (1705—1783), Людовика Делиля де ла Кроера (около 1688—1741).

### Исследование Сибири
Крашенинников сопровождал И. Г. Гмелина в его трёхлетнем путешествии по Сибири (1733—1736). Путевой дневник, который он вёл, и отчёты о путешествии содержат сведения по ботанике, этнографии, зоологии, истории, географии Сибири, словари тунгусского и бурятского языков.
Из Санкт-Петербурга выехали в Сибирь 19 августа 1733 года.
Далекое путешествие через Урал было для Крашенинникова первым. Здесь он быстро выделился и знаниями, и работоспособностью, и талантом:189. Учёные проводили в пути исторические, географические изыскания, изучали флору, фауну, интересовались бытом и жизнью населения. Крашенинников помогал Гмелину в сборе гербария.
В конце января 1734 года прибыли в Тобольск. В мае 1734 года выехали в направлении на Семипалатинск. Дальнейший путь экспедиции лежал на Усть-Каменогорск и оттуда — на север, на Колыванский завод, Кузнецк и Томск. От Томска экспедиция повернула на восток, пересекла Енисей и направилась в Предбайкалье.
Пребывание Крашенинникова на территории Приенисейского края относится к начальному периоду его становления как учёного. Вместе с Гмелиным они наладили в Енисейске регулярные метеорологические наблюдения, отправили в Петербург кости «зверя кабарги».
Студенту Крашенинникову было поручено организовать исследование двух пещер и наскальных рисунков первобытных людей в окрестностях Красноярска. Крашенинников стал одним из первых русских спелеологов, исследователем подземных пустот на Енисее.
Дальнейший путь Крашенинникова вместе со всей экспедицией проходил от Удинского острога через Балаганский острог, Олонскую и Уриковскую слободы, Лиственничное и Галаусное зимовья, Кабанский острог и Архангельскую слободу на другой Удинский острог, Селенгинский острог и Кяхту. В Кяхту приехали 24 апреля 1735 года. После Кяхты путь Крашенинникова вместе со всей экспедицией шёл на Черняево зимовье, Нерчинский острог, Еравнинский острог, Читинский острог и Аргунские серебряные заводы.
С Аргунских серебряных заводов Крашенинников с другими участниками экспедиции приехал в Аргунский острог. Отсюда 20 июля 1735 года он был отправлен в свою первую, самостоятельную экспедицию для изучения тёплых источников на реку Онон. Совершив труднейшую поездку через горные таёжные хребты, он составил подробное описание этих источников:81, 123.
Отправившись в начале 1736 года из Иркутска, Крашенинников посетил и описал Баргузинский острог, слюдяные месторождения на побережье озера Байкал:326, а затем, переплыв Байкал, осмотрел остров Ольхон и таёжными тропами добрался до Верхоленского острога, исследовал минеральные горячие источники в бассейне рек Баргузина и Горячей, вместе с геодезистом А. Ивановым первым описал Кемпендяйские соляные источники на двух правых притоках Вилюя:350, 373; проследил степь от Байкала до верховьев Лены и более 2100 км её течения — вплоть до Якутска.
«Академическая свита» проехала на лошадях в верховья Лены и оттуда отправилась вниз по реке — в Якутск. Крашенинников совершил поездку вверх по Витиму. После каждой поездки он в подробных рапортах давал описание своего пути. В Якутске Сибирская экспедиция зазимовала.

### Исследование Камчатки
В первой половине 1737 года Миллер и Гмелин находились в Якутске вместе с командой В. Беринга. Здесь они приняли решение не ехать дальше под предлогом отсутствия судов в Охотске и необходимостью пополнения припасов на Камчатке. Вместо себя они отправили Крашенинникова для «чинения там всяких обсерваций и исследований и для приуготовления, что в тех краях к прибытию нашему потребно». Инструкция предусматривала огромный объём географических описаний, метеорологических и гидрографических наблюдений, минералогических, ботанических, зоологических, этнографических и исторических исследований на всём пути от Якутска до Охотска и на Камчатке. В июле 1737 года Крашенинников отделился от основной экспедиции и вместе с переводчиком отправился в полуторамесячный путь через Охотск на Камчатку для наблюдений по программе, составленной Гмелином и Миллером, и подготовки помещений для приёма остальных членов экспедиции.
Позднее Гмелин писал в своих Записках:
[Для исследования Камчатки] мы единодушно избрали <…> господина Крашенинникова, который во всех отношениях отличался от своих собратьев своим трудолюбием и желанием все порученное ему точно выполнить и добрая воля которого была нам известна благодаря многочисленным испытаниям:339.
Крашенинников пришёл в Охотск пешком и приступил к изучению края: исследовал приливы и отливы, организовал метеорологические наблюдения, составил списки ламутских родов, изучал флору и фауну в окрестностях города; привёл в порядок свой дневник. Перед отъездом на Камчатку он направил в Якутск рапорт, в котором описал тракт из Якутска в Охотск и дал описание зверей, птиц и некоторых наиболее интересных растений.
16 октября 1737 года молодой учёный на парусном боте «Фортуна» отправился на Камчатку. На подходе к полуострову во время шторма бот потерпел крушение, и Крашенинников оказался на берегу без имущества и снаряжения:190. Из устья реки Большой на долблёных лодках Крашенинников с большими трудностями поднялся вверх по реке до Большерецкого острога — центра управления Камчаткой. Об этом Крашенинников смог дать знать Гмелину лишь в 1738 году, Гмелин получил известие в начале 1739 года:178—179. Ходатайствуя в 1740 году об увеличении содержания Крашенинникова, Академия наук писала в Сенат на основании извещения Миллера и Гмелина:
Студент Крашенинников пред всеми товарищ от которых он как добрыми поступками во всем оных профессоров путешествии особливым трудолюбием весьма несравненно себя отмети, но за оскудением в пропитании своем он, Крашенинников, велику и крайнейшую претерпевает нужду, которое его состояние не только опечалит, но и к продолжению столь счастливо и с изрядным успехом начатых им обсерваций унылое нерадение или крайнюю к тому неспособность причинить может…
На полуострове Крашенинников пробыл четыре года (1737—1741). Профессор астрономии Делиль де ла Кройер и адъюнкт натуральной истории Стеллер (1709—1746) прибыли на полуостров только через три года, в 1740 году.
Работая в одиночку, Крашенинников собрал уникальный естественно-исторический материал об этом не изученном тогда районе России, его растительном и животном мире, природных условиях, полезных ископаемых, жизни и языке коренного населения — курильцев, ительменов, коряков, истории завоевания и заселения Камчатки.
В январе 1738 года он изучил и описал горячие ключи на притоке реки Бааню.
Весной 1738 года Крашенинников начал с несколькими помощниками из солдат и казаков всестороннее исследование Камчатки (350 000 км²), буквально искрестив её широтными и меридиональными маршрутами. Длина пройденного им побережья составила более 1700 км, а внутренних учтённых маршрутов — свыше 3500 км. Срединный хребет он проследил почти на 900 км, то есть на три четверти длины. Он не просмотрел на полуострове только три береговых отрезка: относительно небольшой западный и два коротких — юго-западный и юго-восточный, всего около 700 км.
Многократное пересечение территории дало Крашенинникову основание для характеристики рельефа полуострова.

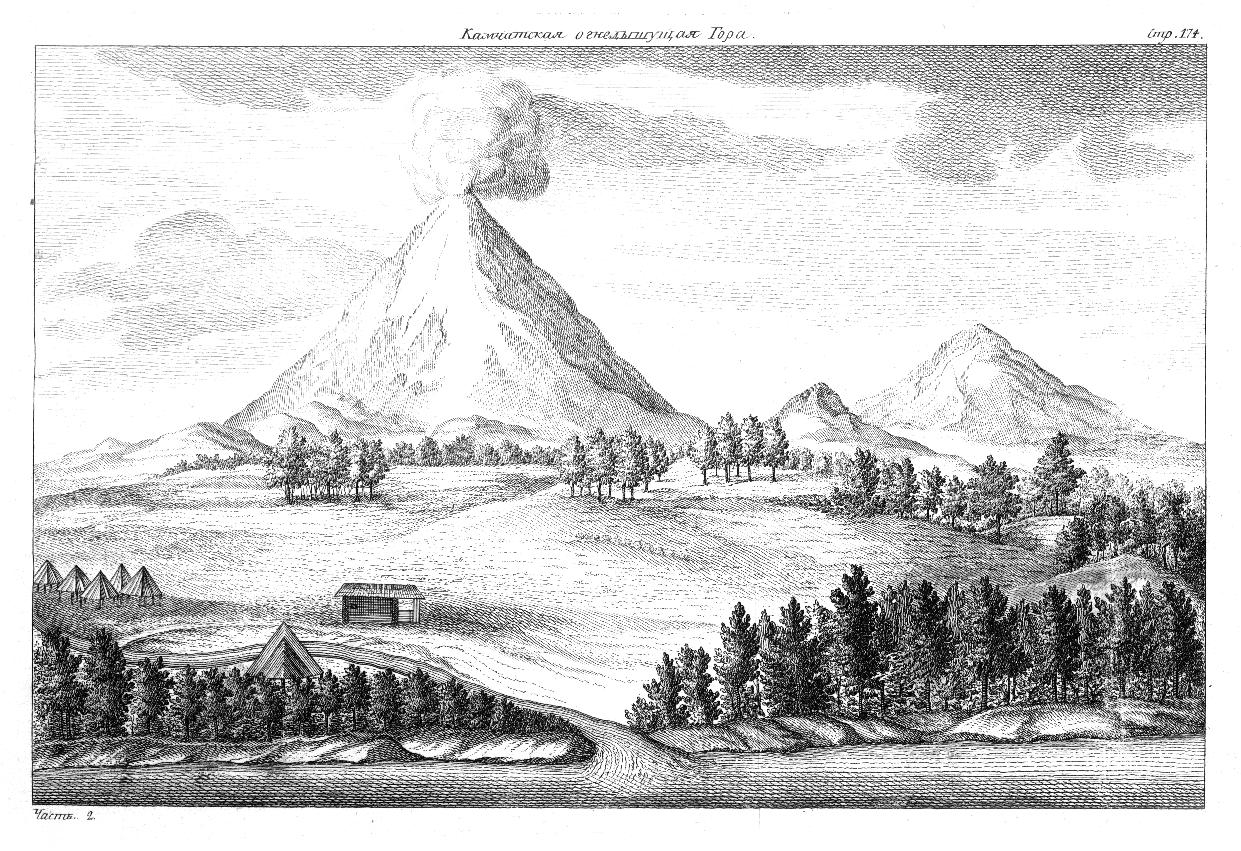
«Камчатская огнедышущая Гора». Иллюстрация из книги С. Крашенинникова
Описание земли Камчатки

Учёный описал четыре восточных полуострова Камчатки — Шипунский, Кроноцкий, Камчатский и Озерной — и образуемые ими заливы, а также несколько бухт, в том числе Авачинскую. Он проследил течение крупных рек, прежде всего Камчатки (758 км), охарактеризовал ряд озёр, включая Нерпичье и Кроноцкое. Исследовал почти все вулканы Камчатки — сопки Авачинскую, Корякскую, Кроноцкую, Толбачинскую и величайший действующий вулкан Евразии — Ключевскую Сопку (4688 м).
Отправив помощника Степана Плишкина с толмачом Михаилом Лепихиным в «Курильскую землицу» (на Курильские острова) за сбором материала, весной 1738 года учёный посетил долину Паужетки (левый приток Озёрной), открыл и впервые описал полуметровые бьющие гейзеры. Вторую группу гейзеров, выбрасывающих воду на высоту до 1,4 м, он обнаружил в долине реки Банной (бассейн Быстрой).
Осенью 1739 года Крашенинников снова отправился в далёкое путешествие по полуострову. На лодке он поднялся вверх по реке Быстрой, с верховья её перебрался к верховьям реки Камчатки и по ней плыл до Нижне-Камчатского острога. Здесь учёный записал со слов ведущего метеорологические наблюдения Василия Мохнаткина подробные сведения о северном сиянии, которое было хорошо видно в марте 1739 года.
Только 2 октября 1740 года прибыли на Камчатку для участия в плавании Беринга и Чирикова к берегам Северной Америки Стеллер и Делиль де ла Кройер. Крашенинников, поступив в распоряжение Стеллера, передал ему материалы наблюдений, дневники и помощников.
Оставаясь на Камчатке зимой 1740 года, Крашенинников совершил последнюю большую поездку по полуострову. Основной её целью было изучение быта коряков. Он наблюдал извержение вулкана Толбачика.
За время экспедиции Крашенинников проделал громадную работу: исследовал историю освоения Камчатки, подробно описал все реки и речки, впадающие в океан, горячие ключи, населённые пункты, написал о природе Курильских и Алеутских островов, узнал некоторые данные о северо-западной Америке. Помимо географических, ему удалось собрать также обширные геологические, метеорологические, этнографические, ботанические и зоологические материалы, составить словарики ительменов и коряков.
В июне 1741 года путешественник отправился на судне в Охотск и далее в Якутск, а затем через Иркутск и Тобольск, в феврале 1743 года, почти через десять лет после начала экспедиции, вернулся в Санкт-Петербург. В его черновом журнале можно найти подсчёты путей и дорог: 25 тысяч 773 версты прошёл он по Сибири и Камчатке.

### Петербургский период
Академическое собрание, установив большие познания Крашенинникова в естественной истории и принимая во внимание хорошие отчёты об исследовании Камчатки, постановило оставить его при Академии наук для совершенствования в науках. Молодой учёный приступил к работе в Ботаническом саду при Академии наук.
В 1745 году в ответ на прошение Крашенинникова о предоставлении ему звания адъюнкта Академическим собранием «было решено предписать ему, чтобы он взял себе для разработки какую-то тему по естественной истории и, закончив как можно скорее, представил коллегии профессоров, чтобы они могли лучше судить о его успехах». Уже через четыре дня Крашенинников представил работу по ихтиологии и 25 июля 1745 года получил звание адъюнкта натуральной истории и ботаники, продолжая работать в Ботаническом саду, которым заведовал профессор И. Г. Сигезбек (1685—1755), а после увольнения того из Академии наук (1747) фактически возглавил это учреждение.
Крашенинникову было предложено приступить к разработке материалов по исследованию Камчатки. Ему была передана рукопись Стеллера, который, возвращаясь в Петербург из экспедиции Беринга, умер в Тюмени в 1745 году.

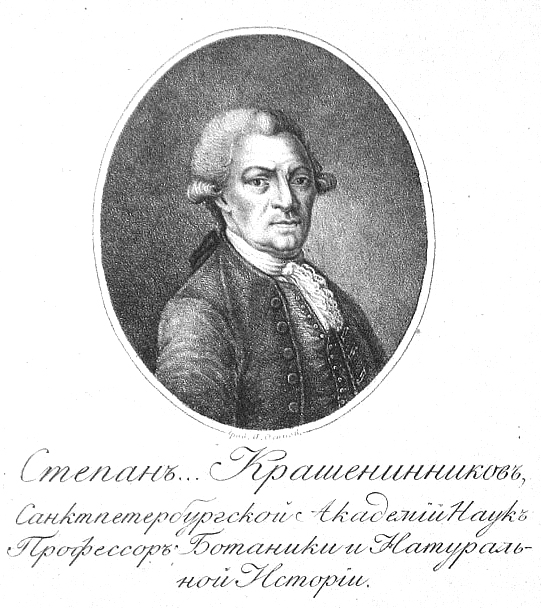
«Степан Крашенинников, Санкт-Петербургской академии наук профессор ботаники и натуральной истории».
Портрет работы А. А. Осипова, 1801.
Гравюра пунктиром. 31×25,5

Крашенинников входил в группу ведущих учёных Академии наук, разделявших взгляды М. В. Ломоносова на её задачи и способствовавших созданию русской национальной науки и культуры. В 1749 году он был избран в состав комиссии по рассмотрению скандально знаменитой «диссертации» академика Г. Ф. Миллера (1705—1783) «О начале и происхождении имени российского народа». В ходе работы комиссии Степан Петрович вместе с Ломоносовым, Тредиаковским и Н. И. Поповым активно выступал против теории о нордическом происхождении названия русского государства.

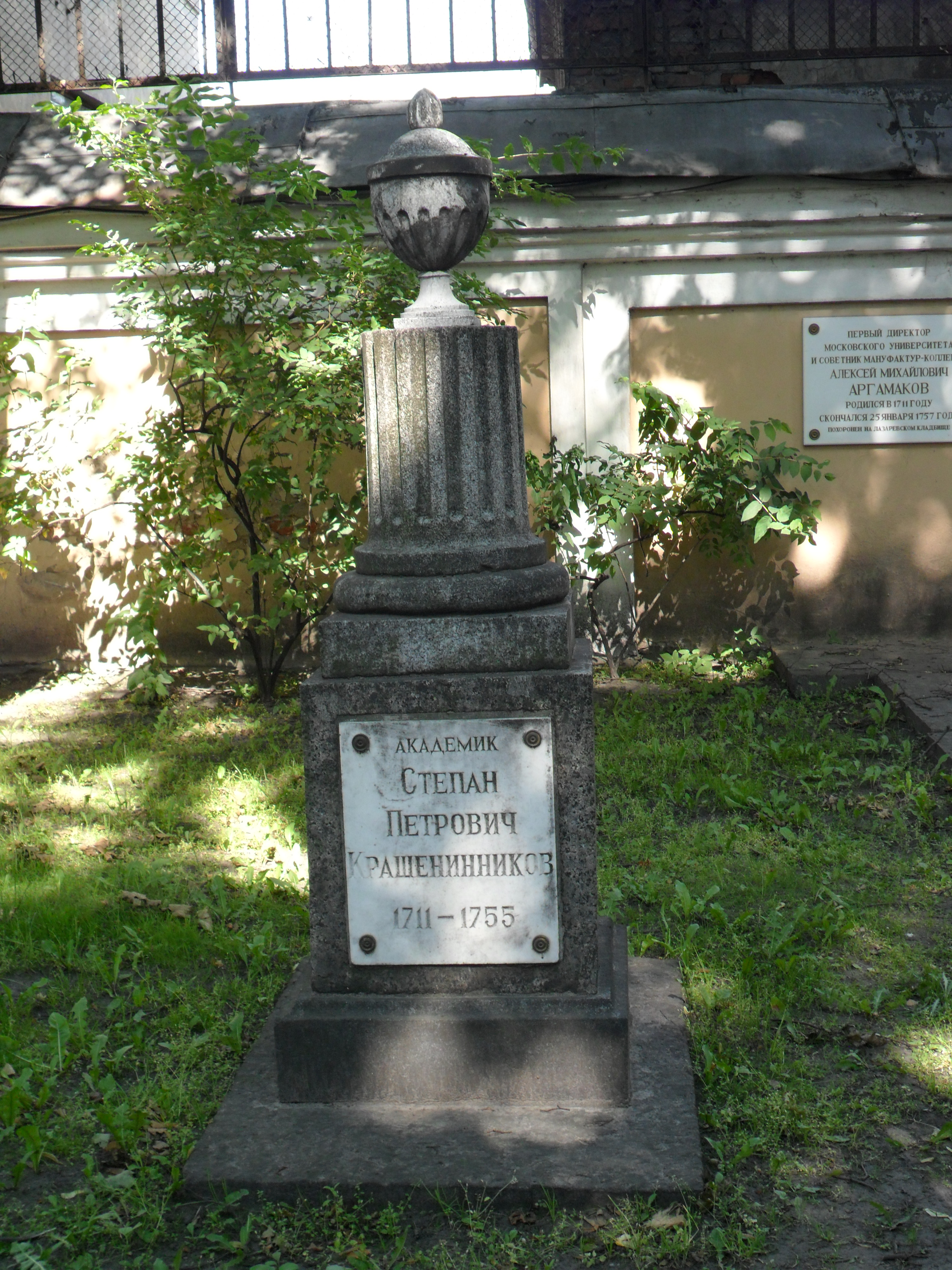
Могила С. П. Крашенинникова на Лазаревском кладбище Александро-Невской лавры в Санкт-Петербурге

11 апреля 1750 года Крашенинников был избран профессором «по кафедре истории натуральной и ботаники», став первым русским учёным-академиком, преподававшим эту науку. В июне 1750 года назначен ректором Академического университета и инспектором Академической гимназии при Академии наук. Крашенинников пытался создать школу и оставил, «несмотря на свою раннюю смерть и неполноправное положение адъюнкта, учеников — русских. Это последнее обстоятельство нельзя не учитывать особенно сильно, ибо отсутствие преемственности есть одно из главных условий медленного темпа русской культурной истории»:191. Из учеников Крашенинникова выделился один — врач и ботаник К. И. Щепин.
В течение нескольких лет Степан Петрович обрабатывал материалы своих исследований и готовил рукопись о Камчатке. Одновременно с этим в 1749—1752 годах он изучал флору Петербургской губернии. В 1752 году Крашенинников осуществил своё последнее путешествие в район Ладожского озера и Новгорода для изучения флоры Ингрии. В исследовании Крашенинникову помогал Щепин:191. Эта его работа — «Flora ingrica» — была издана через несколько лет после его смерти Д. Гортером в системе Линнея и была понятна современникам (в отличие от «Flora Sibirica» Гмелина):191.
В 1755 году закончил обработку камчатских полевых материалов, подготовив оба тома к изданию и работая над предисловием:190
Скоропостижно скончался 12 (23) февраля 1755 в городе Санкт-Петербург. Похоронен на кладбище Благовещенской церкви (Санкт-Петербург, Васильевский остров). В 1988 году прах исследователя был перезахоронен с упразднённого в XVIII веке кладбища у Благовещенской церкви на Васильевском острове на Лазаревское кладбище Александро-Невской лавры в Санкт-Петербурге.

## Основные труды

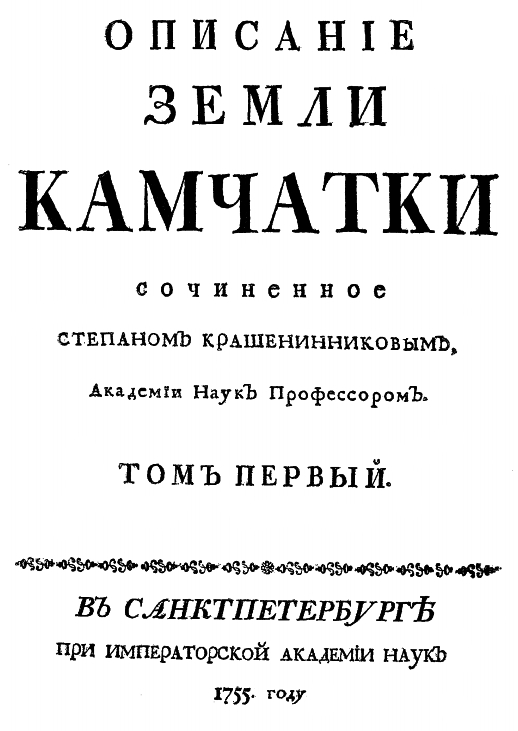
Описание Земли Камчатки, 1755

Самой значительной работой Крашенинникова, занявшей видное место в истории науки, явился труд всей его жизни — книга «Описание земли Камчатки». В процессе подготовки к изданию в 1748—1750 годах было создано четыре её редакции:
- 1-я «обсервация» (1748—1750, не сохранилась);
- 2-я и 3-я (1750—1755 — СПбФ АРАН, р. II, оп. 1, № 228);
- 4-я — по ней осуществлено издание 1755 года.

Печатание первого издания книги было закончено в феврале 1755 года (второе издание вышло в 1786 году; третье — в «Полном собрании учёных путешествий по России», изданном Академией наук (СПб., т. I—II, 1818—1819).
Это произведение положило начало созданию нового жанра научных путешествий по России. Содержащее чрезвычайно интересный в познавательном отношении материал, написанное прекрасным литературным, разговорным в своей основе, языком, «Описание земли Камчатки» неизменно пользовалось популярностью у широких кругов читателей. Наряду с произведениями М. В. Ломоносова, А. П. Сумарокова, Г. Р. Державина, оно послужило источником для составления «Словаря Академии Российской».
Н. М. Карамзин в «Пантеоне российских авторов» (1802) отметил, что Крашенинников умер «в самый тот день, как отпечатался последний лист описания Камчатки». Биограф учёного Н. И. Новиков писал о профессоре: «Он был из числа тех, кои ни знатностью породы, ни благодеянием счастья возвышаются, но сами собою, своими качествами, своими трудами и заслугами прославляют свою породу и вечного воспоминания делают себя достойными» (Новиков. Опыт словаря, 1772).
Статьи Крашенинникова в «Актах» Академии наук посвящены, главным образом, ботанике.
По смерти Крашенинникова появились «Flora ingrica ex schedis S. Krascheninnicow (Botanices et Historiae natur. professons quondam Petropol.) confecta et propriis observationibus aucta a D. de Gorter», Petropoli, 1761.
Из переводов Крашенинникова долгое время ценился, по правильности и чистоте слога, перевод сочинения Квинта Курция «История о Александре Великом царе Македонском, с дополнением Фрейнсгейма и с примечаниями», ч. I—II (СПб., 1750—1751; 6-е изд., 1812—1813).
Первые переводы книги «Описание земли Камчатки», 1755:
- 1764 — англ. The history of Kamtchatka and the Kurilski Islands with the countries adjacent. 1764. 260 p.
- 1767 — фр. Histoire de Kamsсhatka, des isles Kurilski et des contrées voisines: en 2 vol. 1767. Vol. 1: 327 p. Vol. 2: XV, 359 p.
- 1766 — нем. Beschreibung des Landes Kamschatka verfasset von Stephan Krascheninnikow 1766. XVI, 344 S.
- 1770 — нидерл. Histoire et description au Kamtchatka: in 2 vol. Amsterdam, 1770. Vol. 1. 439 p.; Vol. 2. 482 p.;

Новейшие переиздания:
- С.П. Крашенинников в Сибири: Неопубликованные материалы. — М.—Л.: Наука, 1966. — 241 с.
- Крашенинников С. П. Описание Земли Камчатки: В двух томах: Репринт. воспроизведение. — СПб.: Наука, 1994. — Т. 1. — 440, [14] с. — 10 000 экз. — ISBN 5-02-028232-4, ISBN 5-8440-0006-4. (в пер.)
- Крашенинников С. П. Описание Земли Камчатки: В двух томах: Репринт. воспроизведение. — СПб.: Наука, 1994. — Т. 2. — 320, [12] с. — 10 000 экз. — ISBN 5-02-028233-2, ISBN 5-8440-0007-2. (в пер.).

### Оценки творчества
«Описание земли Камчатки» вышло в свет уже после смерти автора (1755):190. Этот двухтомный труд был переведён на английский (1764), немецкий (1766), французский (1767) и голландский (1770) языки. Долгое время это сочинение было не только энциклопедией края, но и единственным трудом о Камчатке в европейской литературе.
А. М. Карамышев:
Ingenio et scientia ornatus indefessa opera legit Sibiricas gazas, multumque utilitatis, dignus Patriae civis in posterum praestitisset, si fata tam cito eum non abstulissent… — Одарённый разумом и знаниями, с величайшими трудностями собирал он сокровища Сибири; достойный гражданин отечества, много пользы принёс бы он потомкам, если бы рок так быстро его не похитил…
В. И. Вернадский:
Подобно Гмелину и Стеллеру, Крашенинников не был гениальным учёным, но это был точный наблюдатель, работы которого выдержали веяние времени. Имена Гмелина, Стеллера, Крашенинникова — учёных первой половины XVIII столетия — сохранили для нас своё значение; вместе с тем их труды являются историческими документами, так как они научно точно описывали природу России в условиях её существования уже исчезнувших, которые не повторятся:190.
С появлением Крашенинникова и Ломоносова подготовительный период в истории научного творчества русского народа кончился. Россия окончательно как равная культурная сила вошла в среду образованного человечества, и началась новая эпоха её культурной жизни:190.

### Цитаты из трудов
- «Все рыбы на Камчатке идут летом из моря в реки такими многочисленными рунами, что реки от того прибывают и, выступя из берегов, текут до самого вечера, пока перестанет рыба входить в их устья»[19].
- С. П. Крашенинников о Толбачике: «В начале 1739 года в первый раз выкинуло из того места будто шарик огненный, которым однако весь лес по окололежащим горам выжгло»[20].
- «Из всей работы сих диких народов, которую они каменными ножами и топорами весьма чисто делают, ничто не было так удивительно, как цепь из моржовой кости. Оная состояла из колец точеных и из одного зуба была сделана… Я могу смело сказать, что по чистоте работы и по искусству никто бы не почел оную за труды дикого чукчи…»[21].
- «Городов сибирских жителям — прозванья: енисейские — сквозняки называются, понеже много обманывать умеют; красноярские — бунтовщики, потому что много на воевод доносят: туруханские — светлолобые: А здешнего города Красноярска обычаи, которые мы, там живши, приметили:

1. Во время праздничное жители по гостям незваные ходят и чересчур упиваться любят, потому что иные из них одного дня почти весь город обходить не ленятся и инде чарку вина, а инде стакан пива урвут;
2. Во время масленицы по горам уливаются водою катушки, на которых во всю ту неделю почти всего города девицы и женщины вместе с мужиками на коровьих кожах катаются. А в последний день, то есть в воскресенье, с оных катушек идучи со всяким, кто бы ни шёл навстречу, целуются;
3. Смотру невестам никогда или очень редко и то у знатных, бывает, и жених по тех пор её не видает, покамест её в церковь к венцу приведут;
4. Сговоренным невестам за день перед свадьбой обычай есть ходить на могилы выть, у которых отец или мать, хотя очень давно умер».

## Память

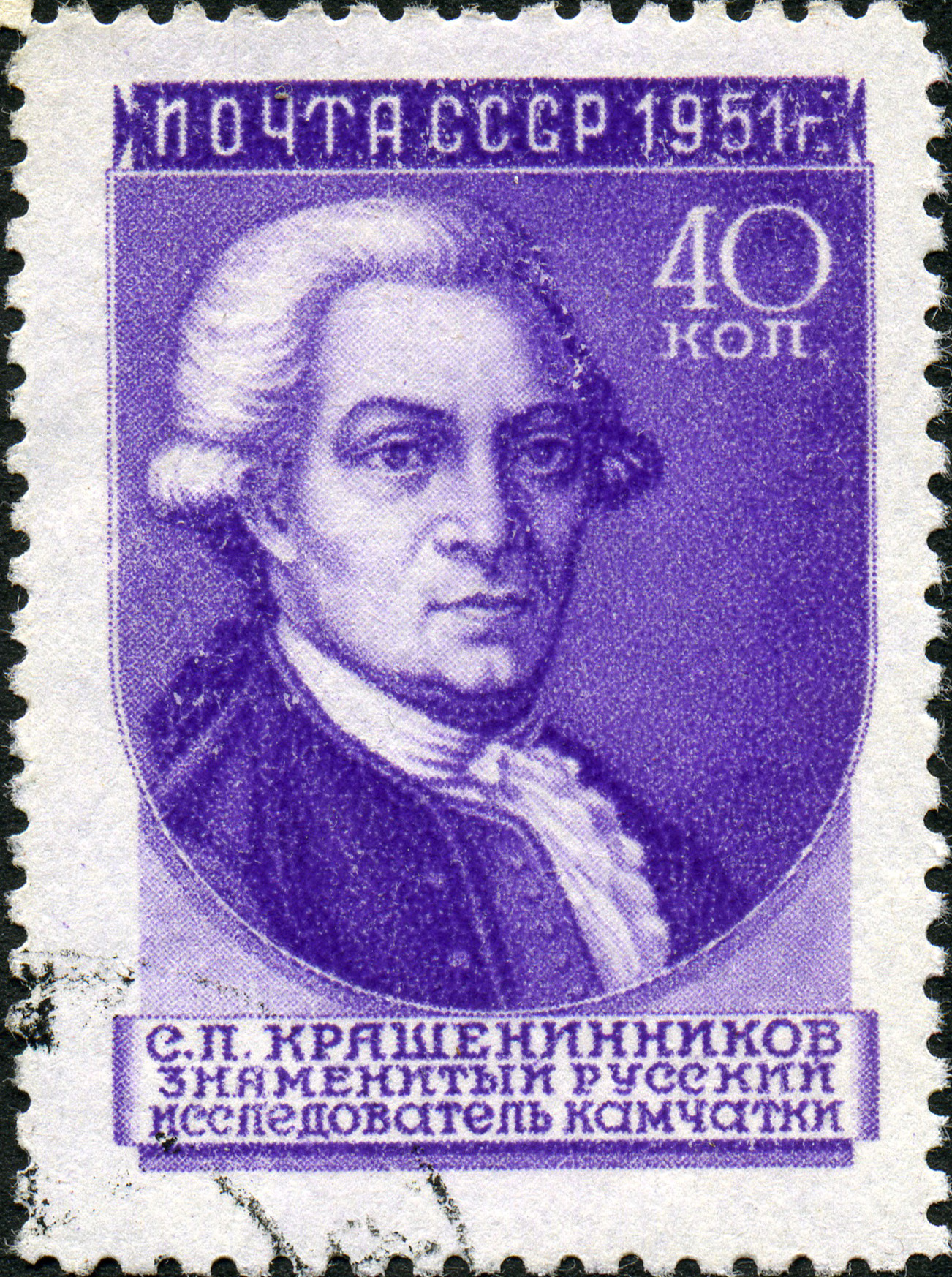
Почтовая марка СССР, 1951 год

Именем С. П. Крашенинникова названы:
Топонимы

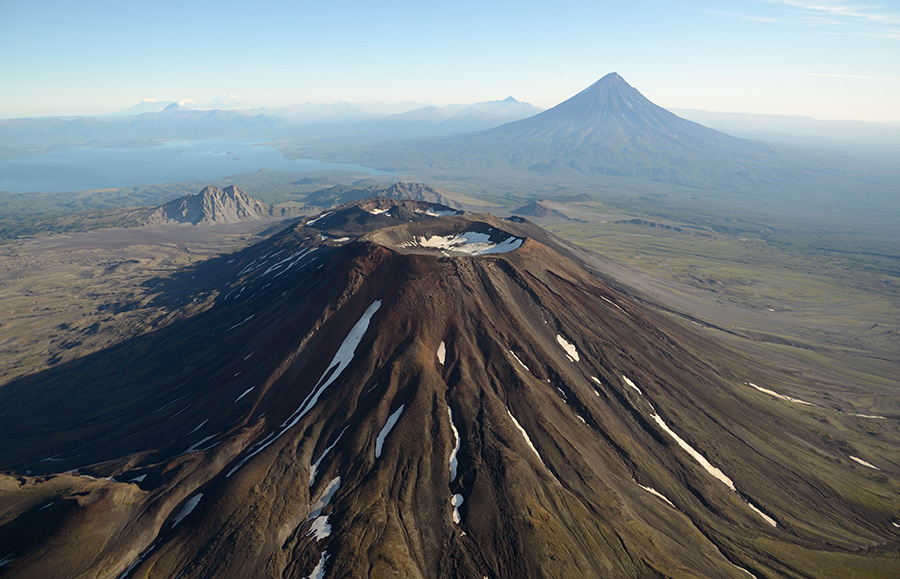
Вулкан Крашенинникова

- Бухта Крашенинникова (Тихий океан, полуостров Камчатка, юго-восточная оконечность полуострова)[23].
- Бухта Крашенинникова (Охотское море, Курильские острова, остров Парамушир, название присвоено советскими исследователями)[23].
- Гора Крашенинникова (Тихий океан, полуостров Камчатка, название присвоено в 1909 году П. Ю. Шмидтом)[23].
- Гора Крашенинникова в Антарктиде (Земля Королевы Мод, 71°41′ ю.ш., 12°38′ в.д., гора открыта и нанесена на карту в 1961 году Советской Антарктической экспедицией, название присвоено в 1966 году)[23].
- Мыс Крашенинникова (Охотское море, Курильские острова, остров Парамушир)[23].
- Мыс Крашенинникова (Карское море, Новая Земля, мыс открыт в 1835 году А. К. Циволько, тогда же было присвоено название мысу)[23].
- Мыс Крашенинникова (Берингово море, остров Карагинский, мыс был описан в 1828 году Ф. П. Литке на шлюпе «Сенявин»[23].
- Остров Крашенинникова (Тихий океан, полуостров Камчатка, остров был обследован в 1831 году штабс-капитаном Корпуса флотских штурманов П. И. Ильиным, им же было присвоено название острову)[23].
- Подводная долина Крашенинникова (Охотское море, Курильские острова, у острова Парамушир)[23].
- Полуостров Крашенинникова (Тихий океан, полуостров Камчатка)[23].
- Полуостров Крашенинникова (Карское море, Новая Земля, полуостров открыт в 1835 году А. К. Циволько, тогда же было присвоено название)[23].
- Вулкан Крашенинникова около Кроноцкого озера на восточном побережье полуострова Камчатка
- Улица Крашенинникова в Вилючинске, Елизове, Новосибирске и Санкт-Петербурге (между улицей Верности и проспектом Науки[24]).

Растения
- Род растений Крассина (Crassina Scepin) семейства Астровые описан и назван К. И. Щепиным в 1758 году[25]; сейчас растение считается гомотипным синонимом циннии (Zinnia L.)[26].
- Род Krascheninnikovia или терескен был описан Иоганном Гюльденштедтом.
- Род Krascheninikowia Turcz. семейства Гвоздичные описан и назван Н. С. Турчаниновым; в последующих флористических сводках Турчанинов не сохранил приоритета названия, сейчас растение упоминается как Минуарция Крашенинникова (Minuartia krascheninnikovii Schischk.).
- Имя Крашенинникова носит один из видов осок — Осока Крашенинникова (Carex krascheninnikovii Kom. ex V.I.Krecz.), экземпляры которой были собраны в 1909 году В. Л. Комаровым во время путешествия по Камчатке на вулкане Крашенинникова.
- Кроме того, ещё до тридцати видов[27] растений носят видовые эпитеты krascheninnikovii (или krascheninnikoviana или krascheninnikoviorum), образованные от фамилии Крашенинников. Все они названы в честь Степана Петровича Крашенинникова.

Другие названия
- Минерал — Крашенинниковит (KNa2CaMg(SO4)3F).
- Премия имени С. П. Крашенинникова — присуждается с 1995 года за значительный вклад в изучение и развитие территории Камчатского края.
- «Степан Крашенинников» — пассажирский самолёт A320 авиакомпании «Аэрофлот — Российские авиалинии»[28].
- Его имя носит Камчатская краевая научная библиотека[29].

В кинофильмах
В 2015 году «Дальневосточной киностудией» был снят документальный фильм «Экспедиция на край земли» (режиссёр А. Самойлов), посвященный путешествию С. П. Крашенинникова на Камчатку. Фильм был удостоен награды в номинации «Документальные короткометражные фильмы» на международном кинофоруме Золотой Витязь.